# انتشارات توس
مؤسسه انتشاراتی توس به سال ۱۳۴۰ در مشهد پاگرفت. نخستین اثر منتشر شده از سوی این مؤسسه شعر امروز خراسان نام داشت. پس از چندی کتاب‌فروشی توس نیز به سال ۱۳۵۰ در مقابل دانشگاه افتتاح شد. بیشترین فعالیت انتشاراتی این مؤسسه در زمینه‌های ایران‌شناسی، ادبیات، تاریخ و فرهنگ ایران صورت گرفته‌است. این انتشارات در خیابان انقلاب - خیابان دانشگاه تهران قرار دارد. مدیریت این انتشارات را محسن باقرزاده بر عهده دشت.